# Olive Schreiner
Olive Emilie Albertina Schreiner, més coneguda com a Olive Schreiner o sota el pseudònim de Ralph Iron (Wittebergen, Colònia del Cap [actualment a Sud-àfrica], 24 de març de 1855- Ciutat del Cap, Sud-àfrica, 11 de desembre de 1920), fou una escriptora sud-africana coneguda per ser autora de la novel·la The Story of an African Farm (1883), la primera gran novel·la sud-africana.

## Biografia
Filla d'un matrimoni missioner, Gottlob Schreiner i Rebecca Lyndall, a l'estació de la Societat Missionera de Wesley, a Cap de l'Est, Sud-àfrica, va tenir una educació estricta, basada en l'autodisciplina.
A més d'escriptora, fou una teòrica social, feminista i socialista, amb una perspectiva liberal en la política i la societat, antiracista, i una de les comentaristes socials més importants i radicals del seu temps.

## Obra
La seva obra inclou novel·les, al·legories i obres de teoria social. I es conserven fins a 5000 de les cartes que Schreiner escrigué i que mostren, a més del seu pensament i reflexió, els fenòmens i transformacions de la societat en què visqué, com ara el colonialisme i l'imperialisme al sud del continent africà, el feminisme i el socialisme, els problemes laborals, les xarxes feministes internacionals, el racisme o els canvis polítics i econòmics a Sud-àfrica després de la Primera Guerra Mundial.
La seva gran novel·la, The Story of An African Farm (1883), que va ser molt aclamada, fou publicada amb el pseudònim de Ralph Iron mentre Schreiner estava a Anglaterra. Va tenir un èxit immediat, i aviat va ser acceptada pels cercles literaris i polítics com a abanderada dels drets de la dona. Només va donar a conèixer la seva identitat quan se'n va publicar la segona edició, al 1891. Presenta la vida de tres personatges en una granja del Karoo. El pensament lliure i les opinions progressistes que recull la novel·la, així com la dona atea que constitueix el personatge principal van fer que el feminisme elogiés aquesta heroïna mestressa del seu propi destí.
Altres obres seves són Undine, From Man to Man, Dreams, The Political Situation, Closer Union (1909) i Woman and Labour (1911)', entre d'altres.